# 2001.2011
2001.2011 — альбом-компиляция французской певицы Милен Фармер, выпущен 5 декабря 2011 года и стал вторым сборником лучших хитов певицы. Альбом включает в себя все синглы из её трёх последних студийных альбомов, а также две новые песни, одна из которых — «Du temps» — вышла в цифровом формате 7 ноября 2011 года.

## Об альбоме
3 ноября 2011 года одна из статей во французской газете «France Soir» подтвердила слухи о предстоящем сборнике хитов Фармер, заявив, что он будет выпущен 5 декабря 2011 года. Также читателям была представлена фотография будущего альбома. На следующий день компания «Polydor» официально объявила об этом сборнике: 
После альбома «Bleu noir» Милен Фармер представляет «2001.2011», сборник её хитов за этот период. Этот альбом продолжает её первый сборник хитов «Les Mots», проданный тиражом более 1,5 миллионов. В него также войдут две новые песни, включая новый сингл.Оригинальный текст (англ.)After the Bleu noir album, certified diamond, Mylène Farmer presents 2001.2011, a selection of her greatest hits during that period. This album follows her first best of Les Mots, sold over 1.5 million. It will also contain two new tracks including new single.
10 ноября 2011 года в интернете появился список композиций: 17 треков, среди которых все синглы с последних трёх студийных альбомов, дуэт с Moby, один концертный сингл и две новые песни.
В отличие от предыдущих альбомов Фармер, обложка этого альбома представляет собой не фотографию, а абстрактный акварельный рисунок, изображающий половину лица певицы, полускрытого прядью рыжих волос. Рисунок выполнен самой Милен.

## Список композиций
Слова всех песен написаны Милен Фармер, за исключением трека 8: Моби и Милен Фармер.
| №   | Название                                        | Музыка                      | Длительность |
| --- | ----------------------------------------------- | --------------------------- | ------------ |
| 1.  | «Du temps»                                      | Лоран Бутонна               | 3:39         |
| 2.  | «Avant que l’ombre…»                            | Лоран Бутонна               | 5:55         |
| 3.  | «Fuck Them All»                                 | Лоран Бутонна               | 4:34         |
| 4.  | «L’Amour n’est rien…»                           | Лоран Бутонна, Милен Фармер | 5:03         |
| 5.  | «Peut-être toi»                                 | Лоран Бутонна               | 4:45         |
| 6.  | «Q.I.»                                          | Лоран Бутонна               | 5:20         |
| 7.  | «Redonne-moi»                                   | Лоран Бутонна               | 4:22         |
| 8.  | «Slipping Away (Crier la vie)» (duet with Moby) | Моби                        | 3:35         |
| 9.  | «Dégénération»                                  | Лоран Бутонна               | 4:05         |
| 10. | «Appelle mon numéro»                            | Лоран Бутонна               | 5:32         |
| 11. | «C’est dans l’air»                              | Лоран Бутонна               | 4:33         |
| 12. | «Sextonik»                                      | Лоран Бутонна               | 4:35         |
| 13. | «Si j’avais au moins…»                          | Лоран Бутонна               | 5:31         |
| 14. | «Oui mais… non»                                 | RedOne                      | 4:20         |
| 15. | «Bleu noir»                                     | Моби                        | 4:05         |
| 16. | «Lonely Lisa»                                   | RedOne                      | 3:02         |
| 17. | «Sois-moi - Be Me»                              | Лоран Бутонна               | 4:00         |

## Чарты и продажи
| Наивысшая позиция | Наивысшая позиция | Наивысшая позиция | Наивысшая позиция | Сертификация во Франции | Сертификация в Бельгии |
| Франция           | Бельгия           | Швейцария         | Россия            | Сертификация во Франции | Сертификация в Бельгии |
| ----------------- | ----------------- | ----------------- | ----------------- | ----------------------- | ---------------------- |
| 1                 | 10                | 36                | 10                | Дважды платиновый       | Золотой                |

## Даты выпуска
| Страна                        | Дата                | Формат                                          |
| ----------------------------- | ------------------- | ----------------------------------------------- |
| Бельгия · Франция · Швейцария | 5 декабря 2011      | CD Диджипак, Диджипак из трёх CD, Двойной винил |
| Мексика                       | 6 декабря 2011 года | Цифровая загрузка                               |
| Испания                       | 6 декабря 2011 года | Цифровая загрузка                               |
| Россия                        | 6 декабря 2011 года | Цифровая загрузка                               |
| Россия                        | 6 февраля 2012 года | CD Диджипак                                     |